# Tony Jones (cầu thủ bóng đá)
Tony Jones (12 tháng 11 năm 1937 - 1990) là một cầu thủ bóng đá người Anh từng thi đấu cho Oxford United, Newport County và Witney Town. Trong thời gian ở Oxford, ông thi đấu 319 trận quốc nội, là cầu thủ ra sân nhiều thứ 11 của câu lạc bộ. Jones cũng đứng thứ ba trong danh sách ghi bàn nhiều nhất mọi thời đại.